# Buch (Postbauer-Heng)
Buch ist ein Ortsteil des Marktes Postbauer-Heng im Oberpfälzer Landkreis Neumarkt in der Oberpfalz.

## Geographie

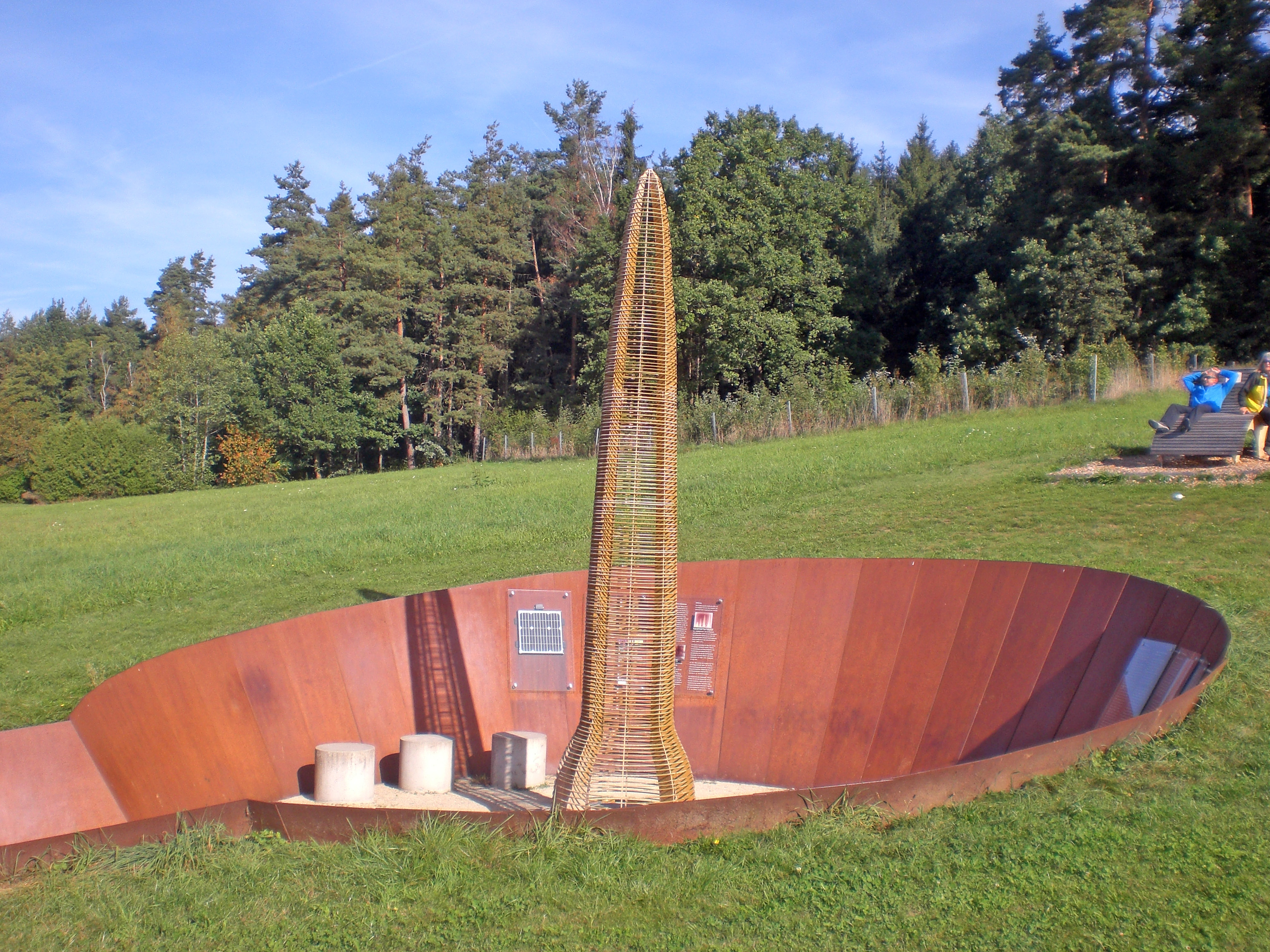
Denkmal Goldhut (2023)

Das Dorf Buch liegt am Fuße des Dillbergs und ist auch Fundort des Goldhutes von Ezelsdorf. Nördlich von Buch befindet sich die Bucher Höhle.

## Baudenkmäler
Die Dorfkapelle St. Antonius von Padua, erbaut 1784, ist ein traufständiger, abgewalmter Satteldachbau mit Glockendachreiter und Zwiebelhaube (siehe Denkmalliste).

## Freizeit
Der Ort hat eine aktive Dorfgemeinschaft, die sich im Dorfstadl Buch trifft.
In Buch gibt es den Landgasthof Goldene Krone, auch bekannt als der Bucher Wirt.